# 徐永军
徐永军（1966年2月—），男，汉族，湖北石首人，中华人民共和国政治人物，编审，现任中国文学艺术界联合会党组成员、副主席、书记处书记。